# Егоров, Владимир Николаевич (партийный деятель)
Владимир Николаевич Егоров — советский хозяйственный и политический деятель.

## Биография
Родился в 1928 году. Член КПСС с 1956 года.
В 1944—1963 гг. — слесарь, инженер, секретарь партбюро, секретарь парткома Ленинградского металлического завода.
В 1963—1969 гг. — первый секретарь Калининского райкома КПСС города Ленинграда.
В 1969—1976 гг. — заместитель председателя, председатель Ленинградского городского комитета народного контроля.
В 1976—1989 гг. — начальник Ленинградского городского территориального управления Госснаба СССР.
Делегат XXII и XXIII съездов КПСС.
Жил в Санкт-Петербурге.

## Награды
- Орден Трудового Красного Знамени (1966, 03.09.1971[2])
- Орден Дружбы народов (1981)